# Alseda kyrka
Alseda kyrka är en kyrkobyggnad i Växjö stift. Den är församlingskyrka i Alseda församling.

## Kyrkobyggnaden
Alseda var vid tiden för kyrkans uppförande ett regalt pastorat dvs prästerna utnämndes direkt av kungen. Hovpredikant Carl Johan Kempff som var kyrkoherde i Alseda 1772–1783 var den drivande kraften för byggandet av den nya kyrkan. Kempff efterträddes av Olof Wallquist som bara efter några år blev biskop i Växjö 1786. Båda hade direktkontakt med såväl kungen som Överintendentsämbetet, vilket var en fördel för kyrkobyggnadens utformning. Wallquist efterträddes i sin tur 1786 av installerade kyrkoherden Jonas Ekelund (1746-1801) läs längre ner i denna länk  (installerad som Pastor och utnämnd Prost 1888) som fortsatte arbetet med utsmyckningen.
1774 påbörjade byggmästare Johan Ahlström arbetet med den nya kyrkans uppförande. Han hade också lagt ner en del egna kostnader för bygget. Kyrkan uppfördes i gustaviansk stil med en längd av nära 50 meter och domineras av det kraftfulla tornet, krönt av en elegant huv av Hårlemansk typ, vars fall bryts av ett tvärgående vitmålat murparti med urtavlor. Tornet är orienterat mot väster och det halvrunda koret vetter mot öster, enligt gammal kristen tradition. I nära anslutning till koret är på norra sidan sakristian belägen. Kyrkan invigdes söndagen den 14 september 1788 av biskop Olof Wallquist.  Vid förrättningen utnämndes Jonas Ekelund till Prost för sitt framdrivande arbete för kyrkans prydnad och för pastoratets goda ordning.
Det vida kyrkorummet med sitt ljusa trätunnvalv har en klassicerande grundton med dekormålning i grått och vitt från 1917 med pilastrar på väggarna och ornamentala symboler i valvet.

## Inventarier[4]
- Altartavla med motiv "Kristi korsbärande" utförd 1845 av Sven Gustaf Lindblom, Kalmar. Tavlan ingår i altaruppställningen som består av två pilastrar bärande ett överstycke med förgyllda palmkvistar. Pilastrarna kröns av urnor. Allra överst en dekor i form av ett hjärta varur utgår solstrålar.
- Ambo i koret.
- Dopfunt
- Äldre altartavla från 1788  på södra långväggen med motiv: "Korfästelsen". Den blev skänkt av dåvarande kyrkoherden Jonas Ekelund till kyrkan 1786 i samband med sin installation som kyrkoherde. läs längre ner i denna länk [2] Snickeriet av ramen förfärdigat av snickaren Eric Lundgren i Tållång inom socknen. Tavlan målad av Privilegierade bildhuggaren Berggren från Kalmar län.[7]
- Rundformad predikstol med ljudtak. Uppgång från sakristian. Förfärdigad 1788 av snickaren Eric Lundgren i Tållång och som målades och förgylldes 1788 av bildhuggaren Hasselqvist från Falköping.[8]
- Triumfkrucifix snidat omkring 1500.
- Ljusbärare
- Textil i nisch på norra sidan från tidigast 1930-talet av textilkonstnären Alf Munthe (1892-1971) i Stockholm, vävd av Greta Ghan (1894-1996).
- Processionskrucifix
- Bänkinredning med dörrar mot mittgången. Svängda korbänkar. Målades första gången 1785.
- Orgelläktare med emblem bestående av lyra och basuner på barriären.

## Bildgalleri

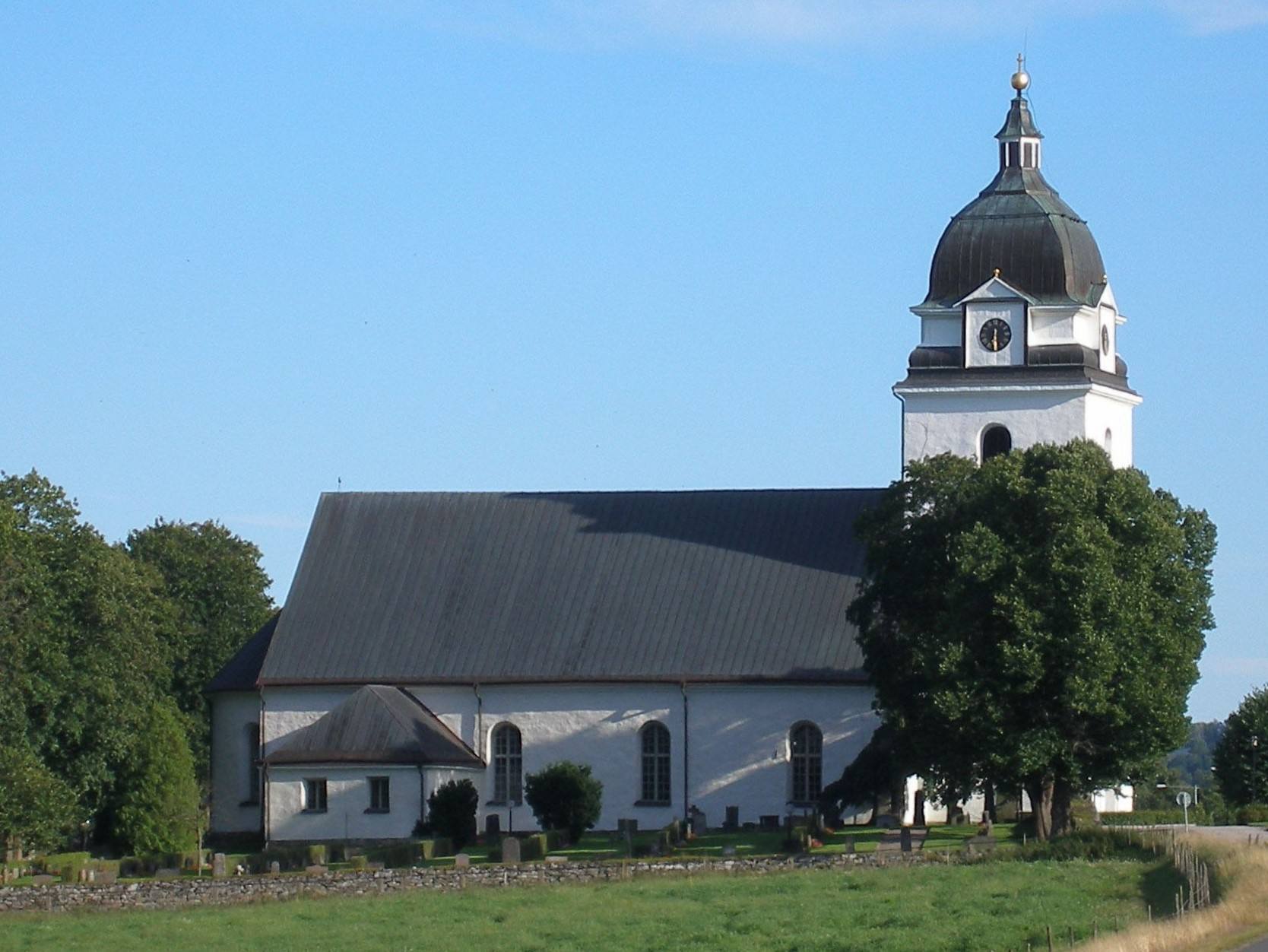
Kyrkan från nord
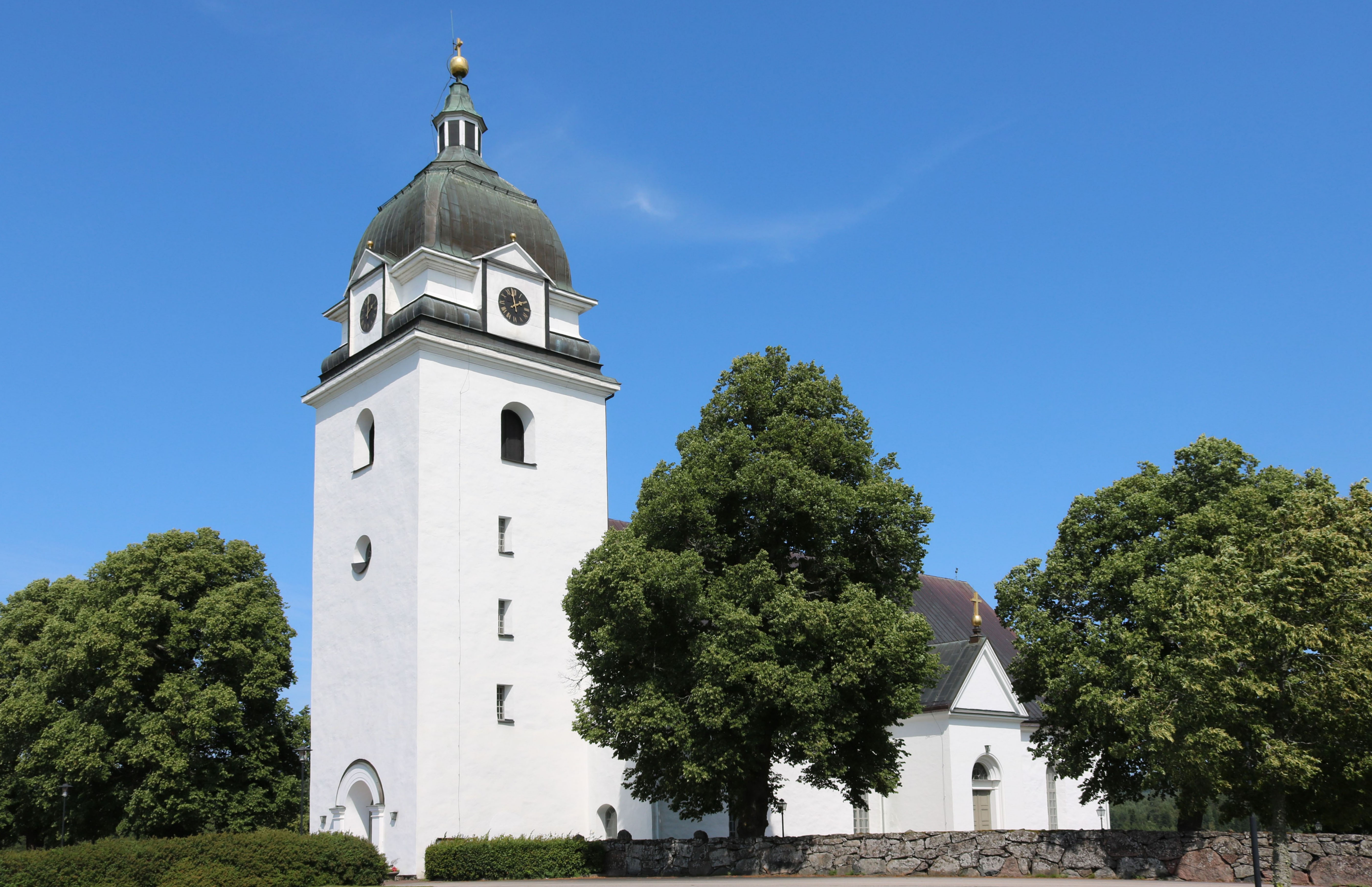
Exteriör från sydväst
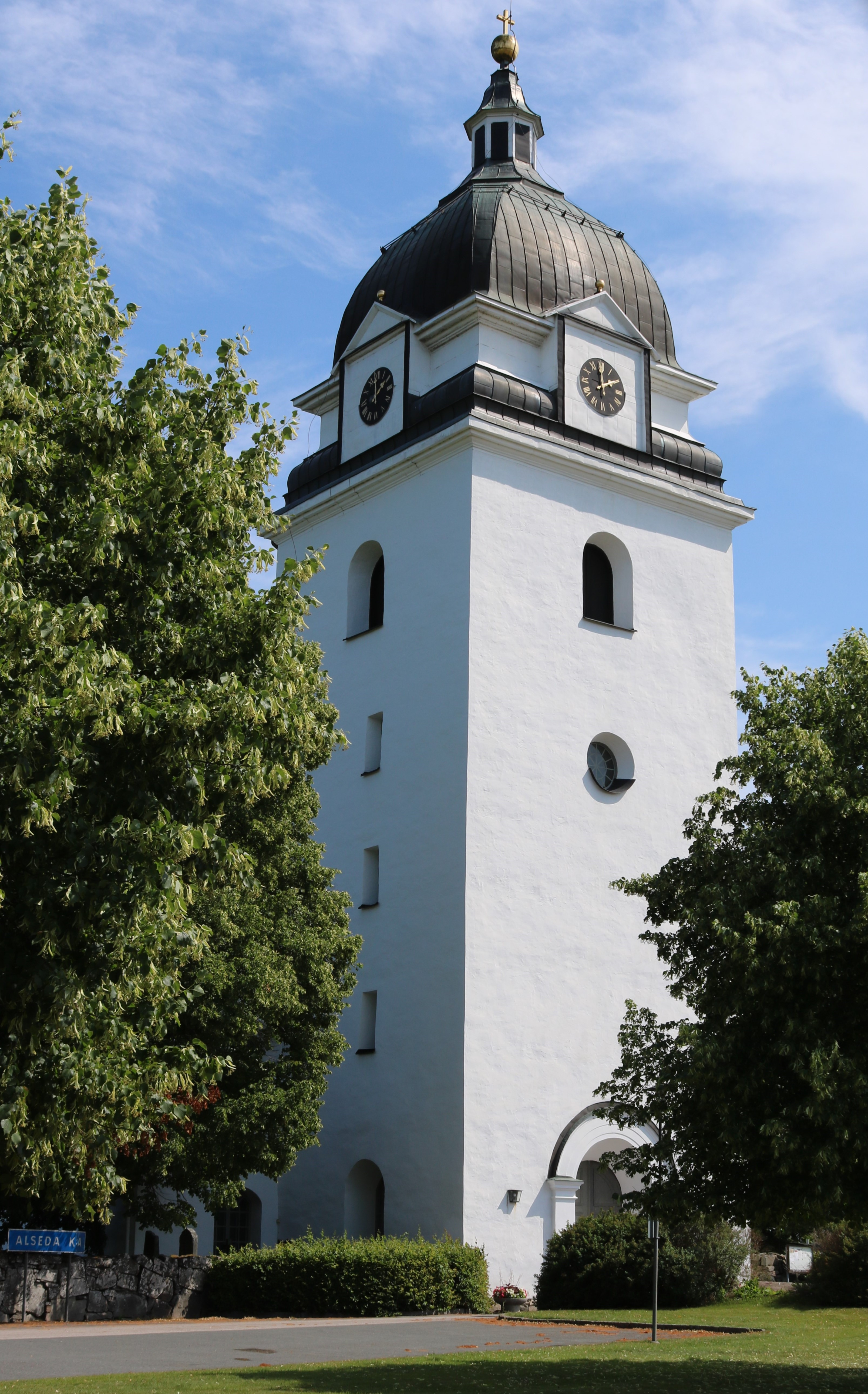
Tornbyggnaden
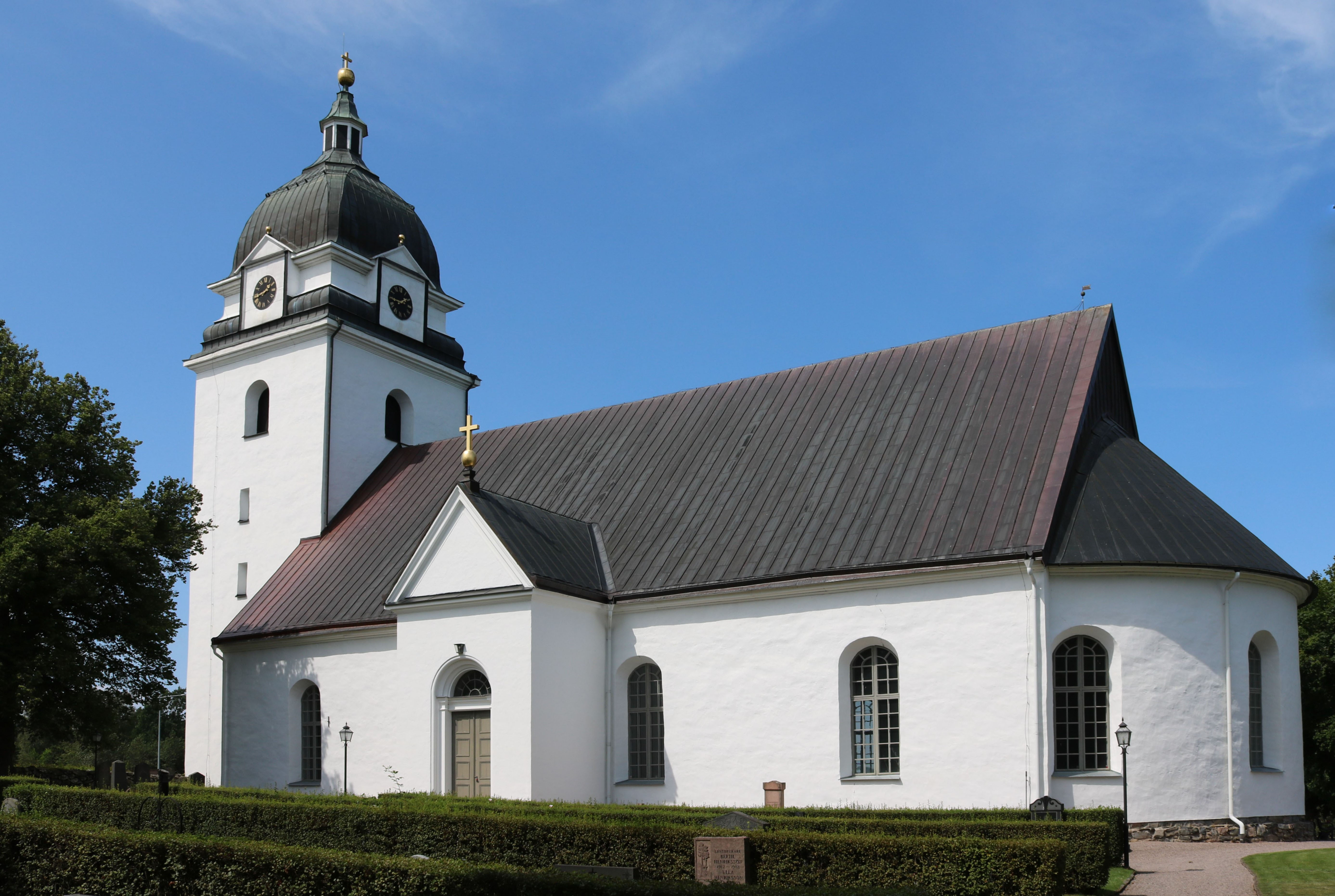
Exteriör från sydöst
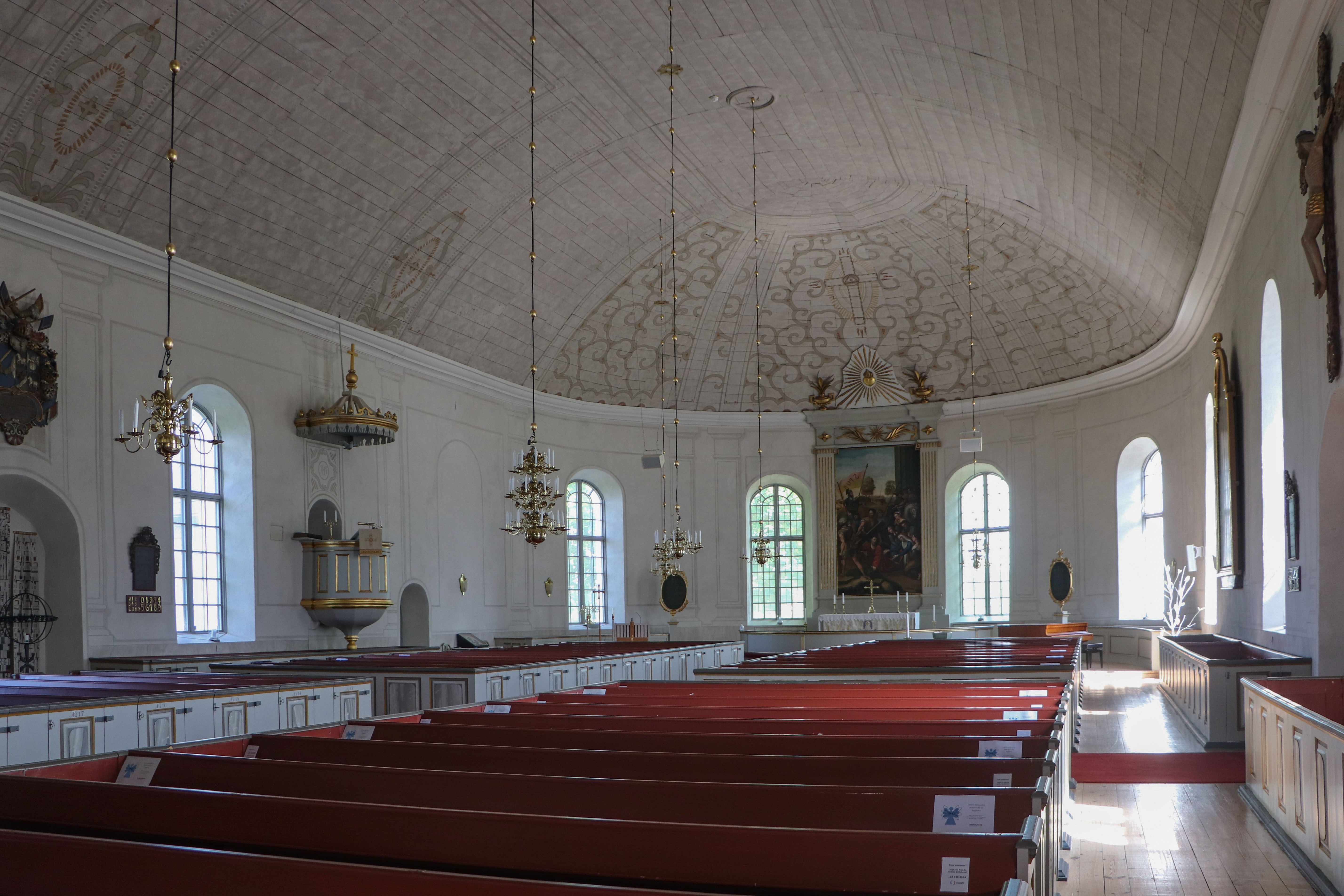
Interiör mot öster
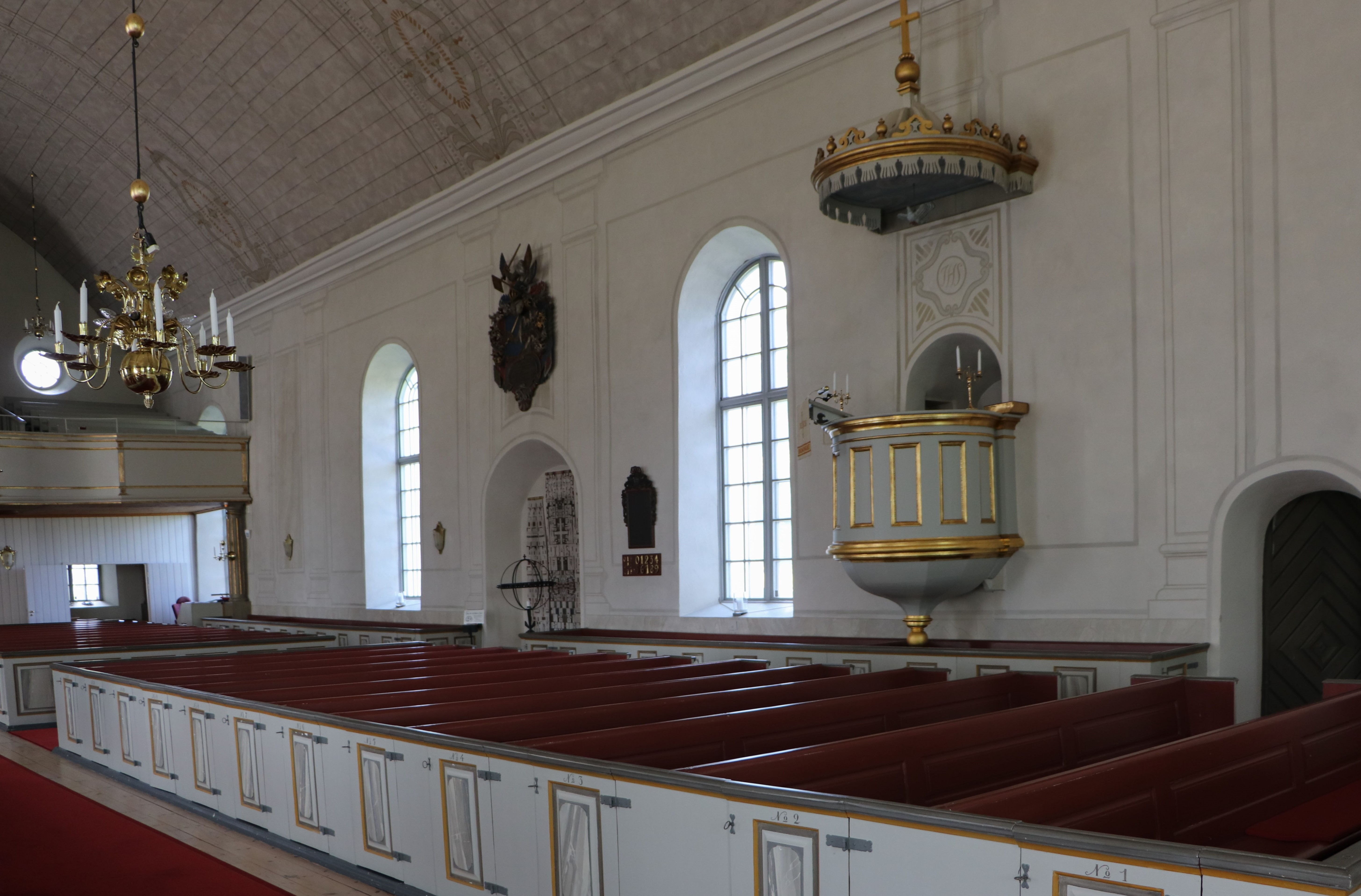
Interiör mot nordväst
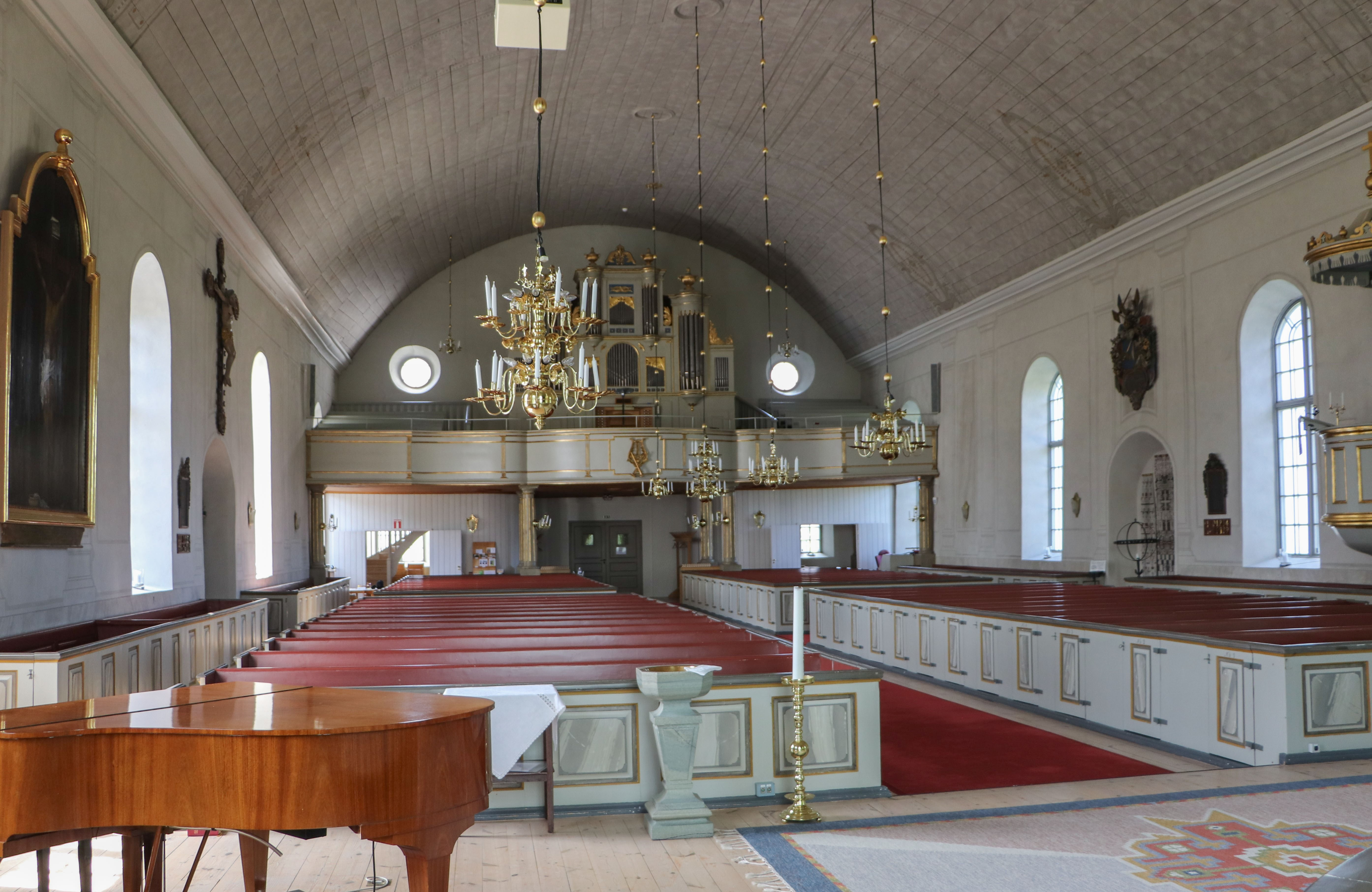
Kyrkorummet mot väster
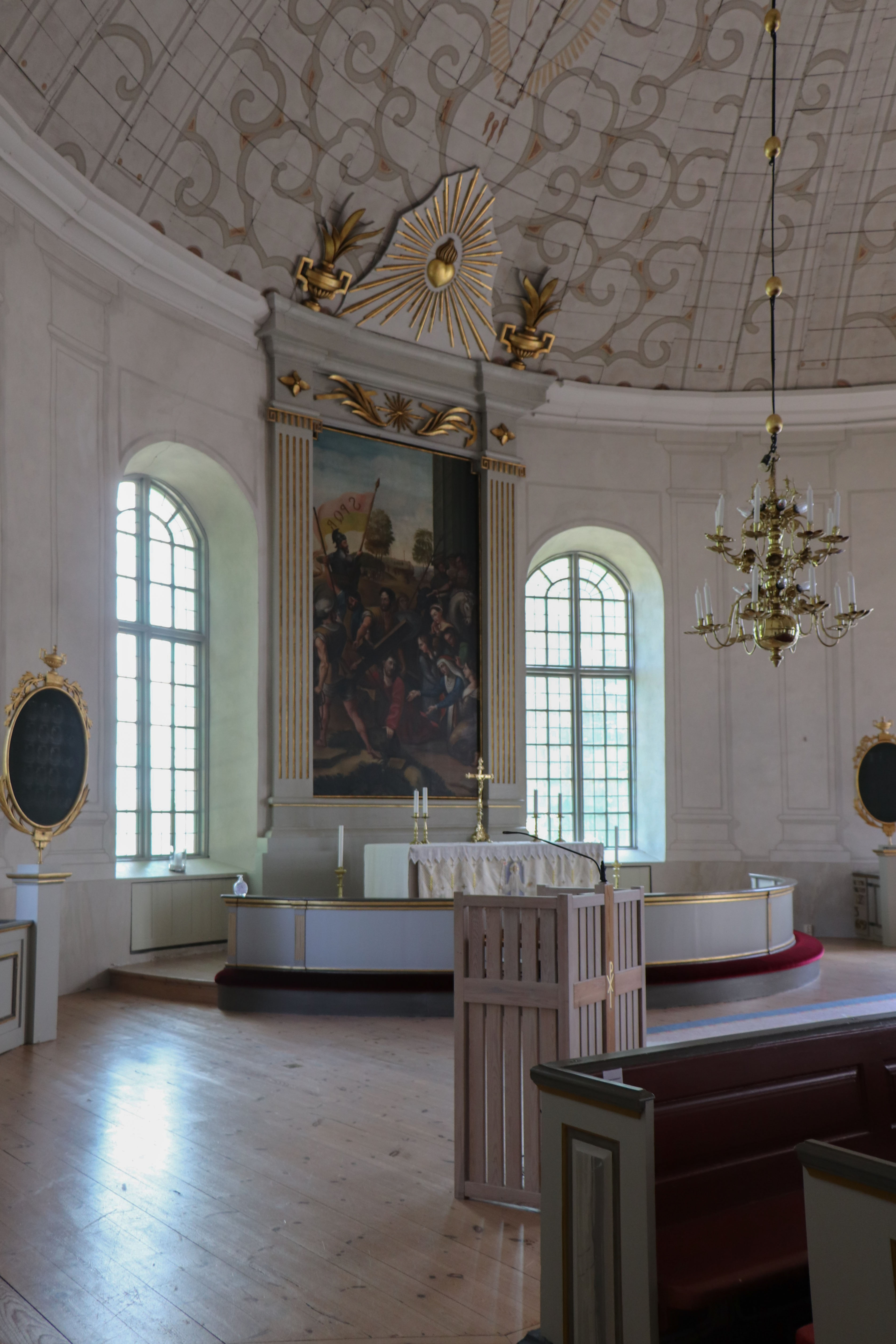
Koret
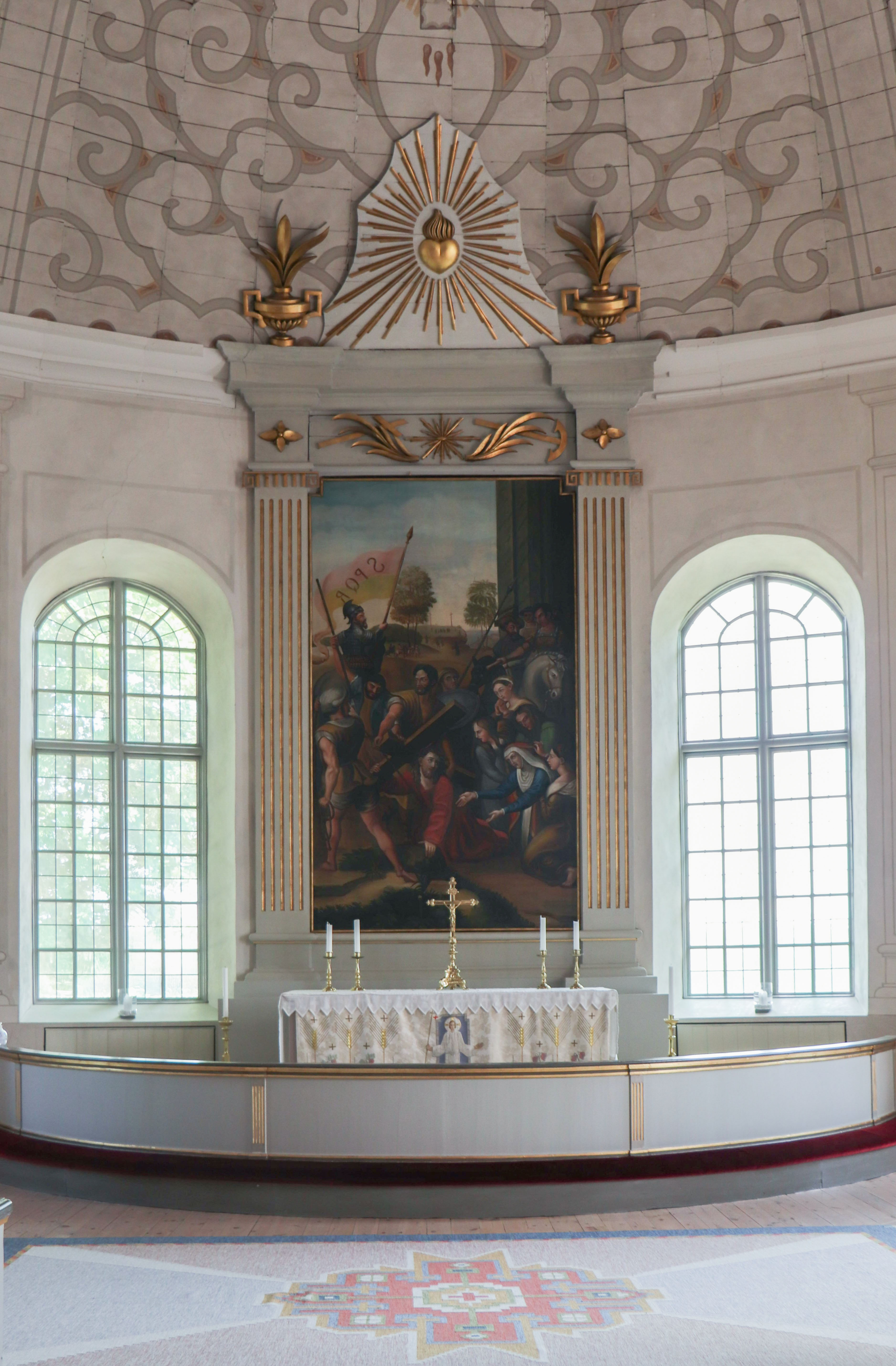
Altaruppställning
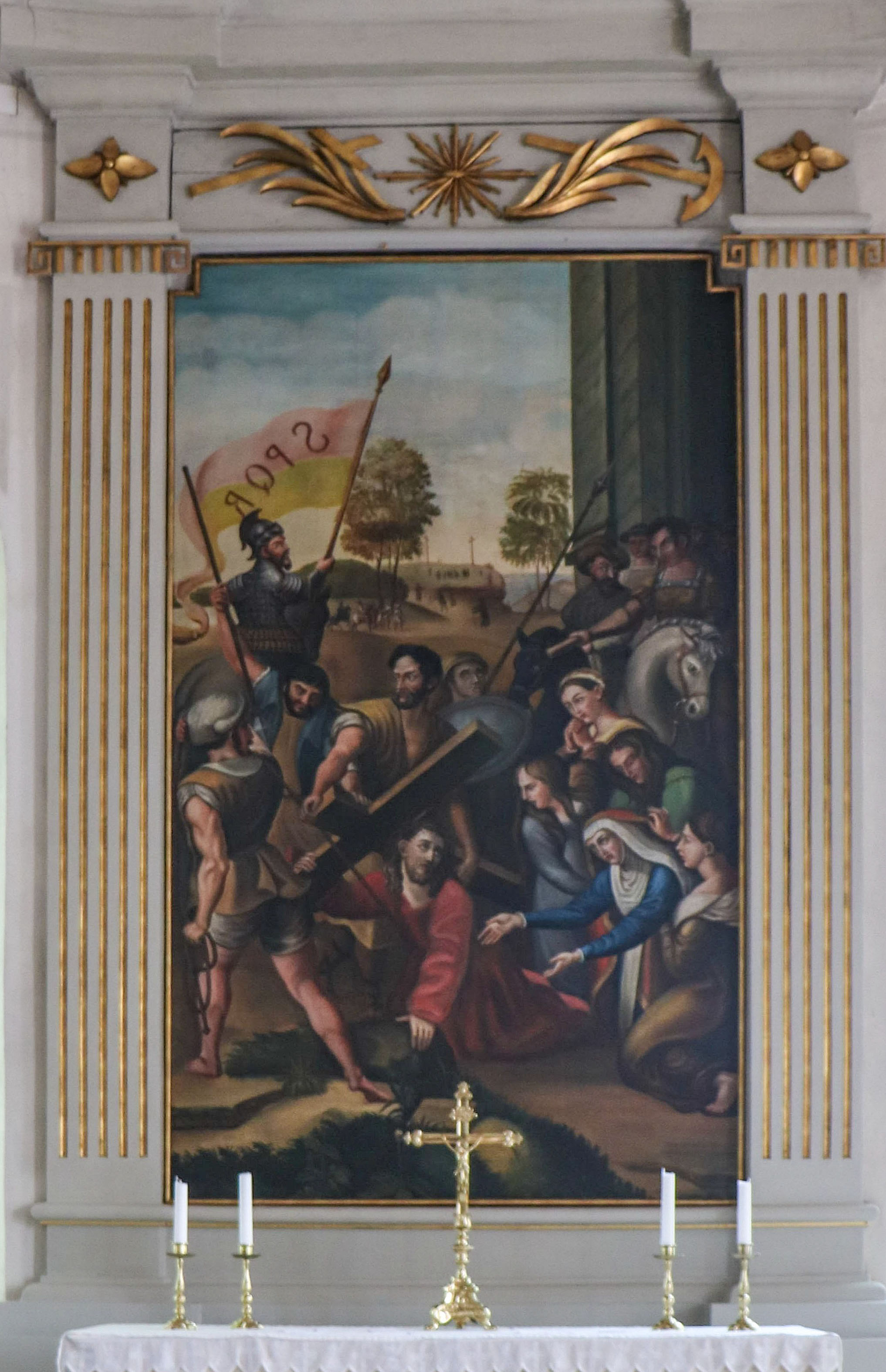
Altartavlan
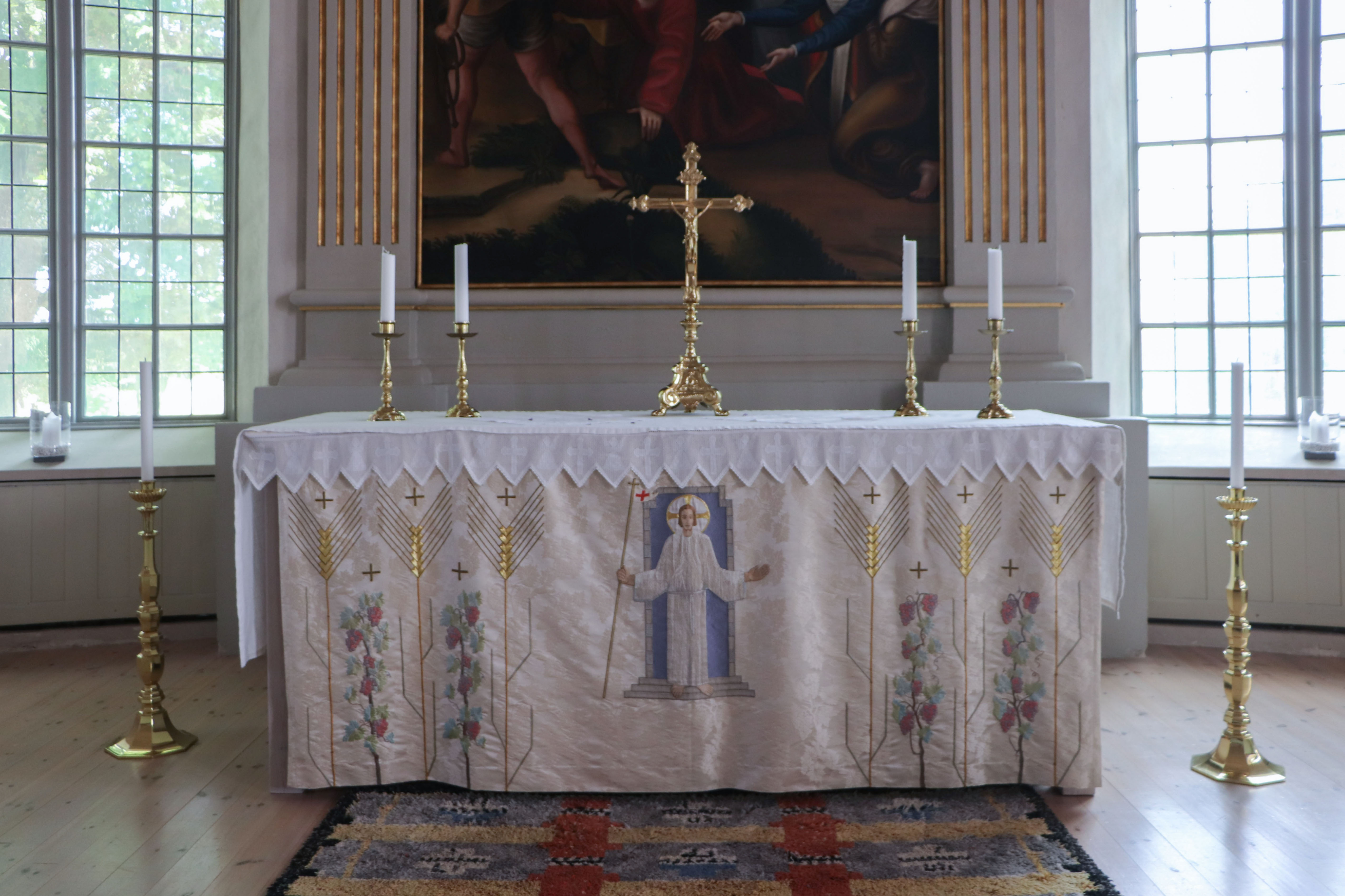
Altaret
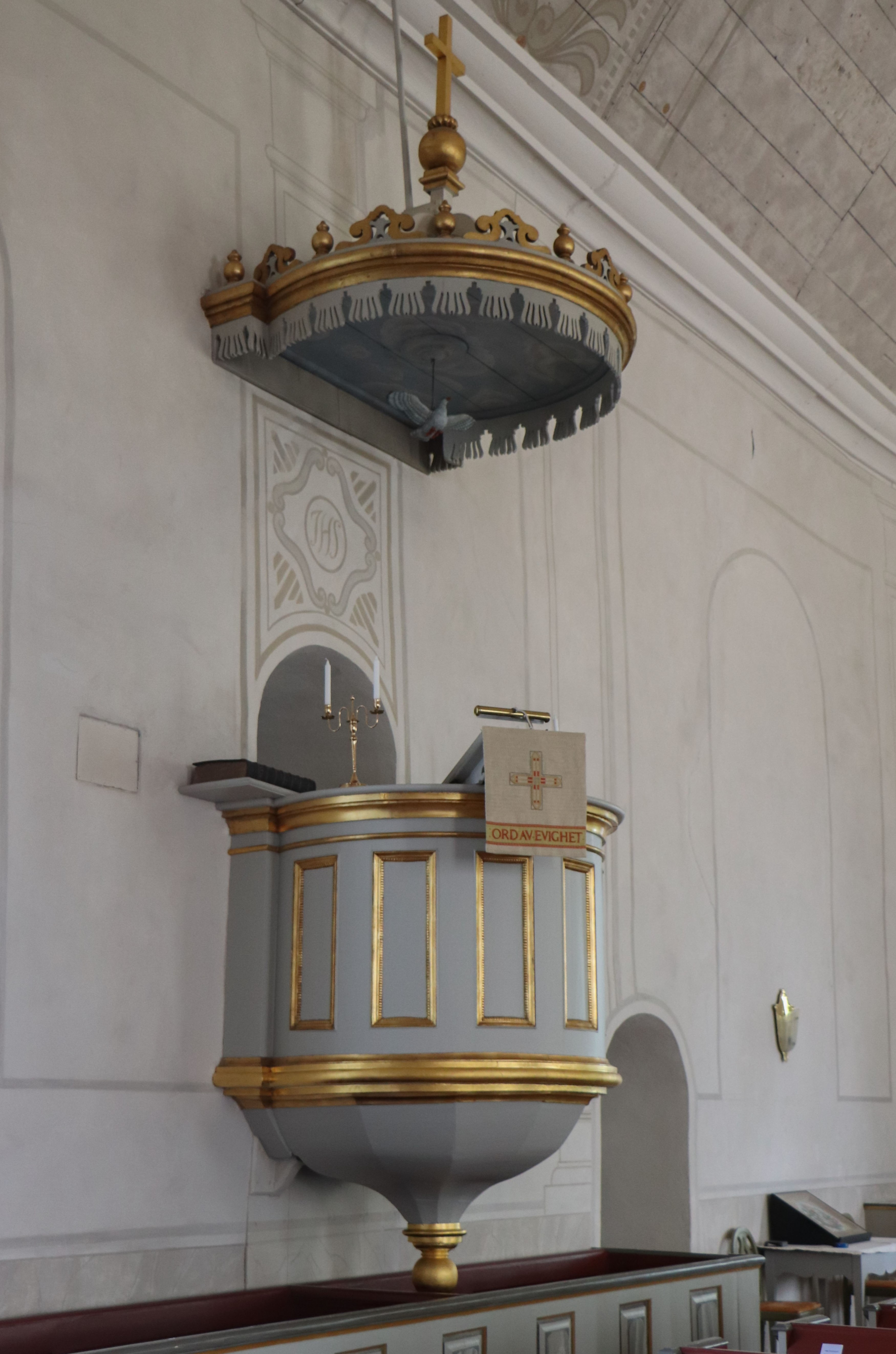
Predikstolen
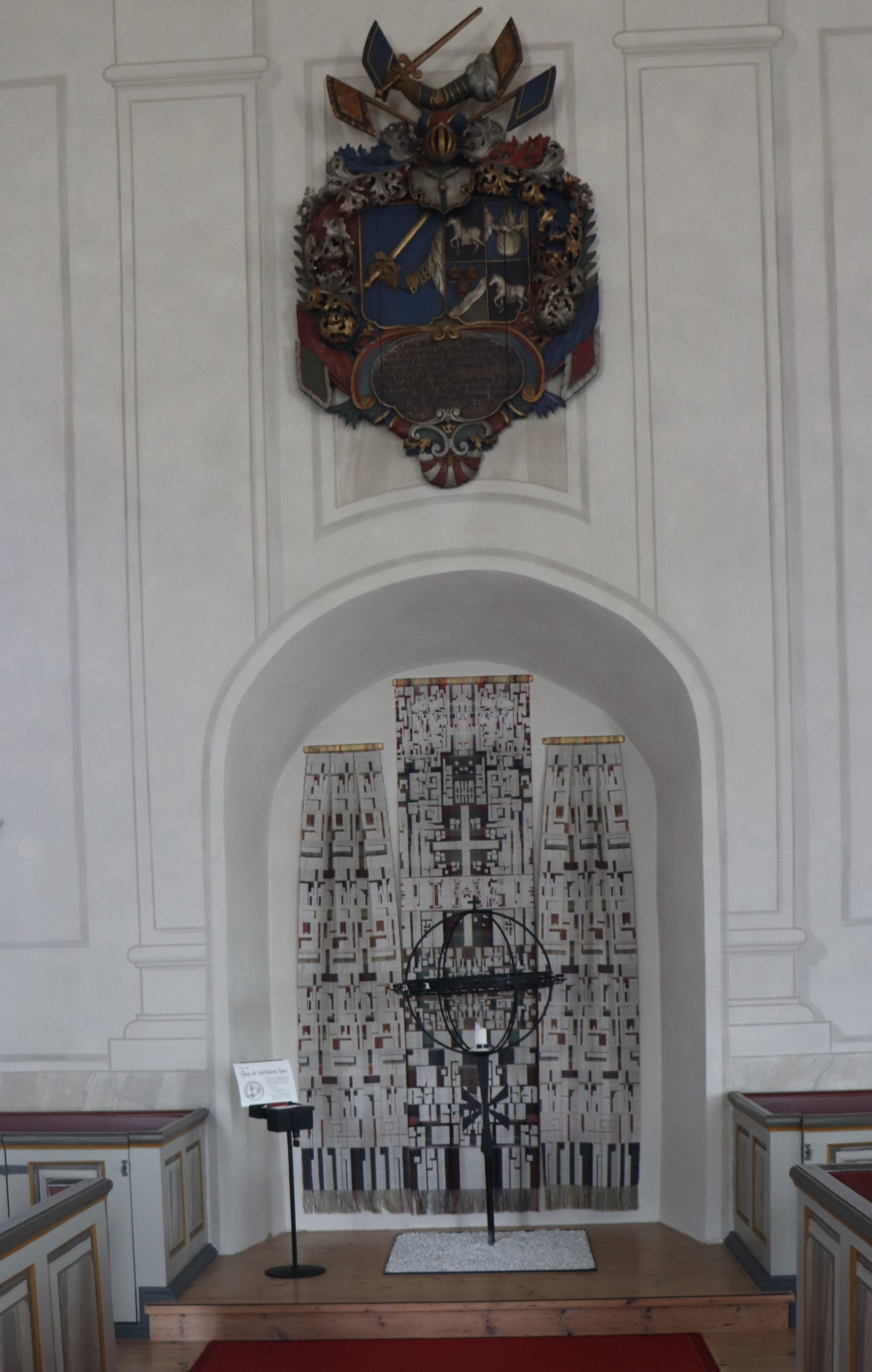
Nisch med textil och ljusbärare
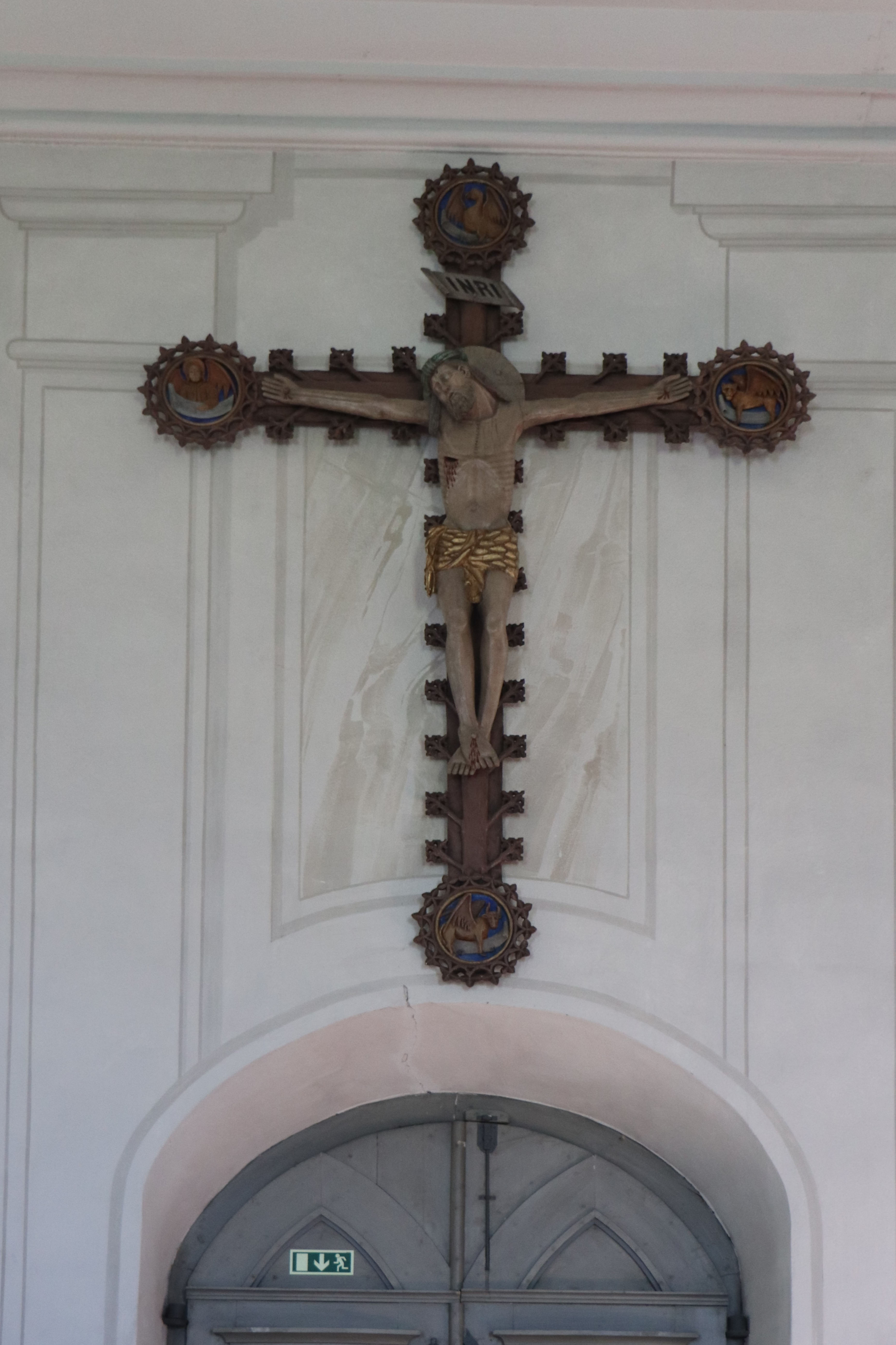
Triumfkrucifix
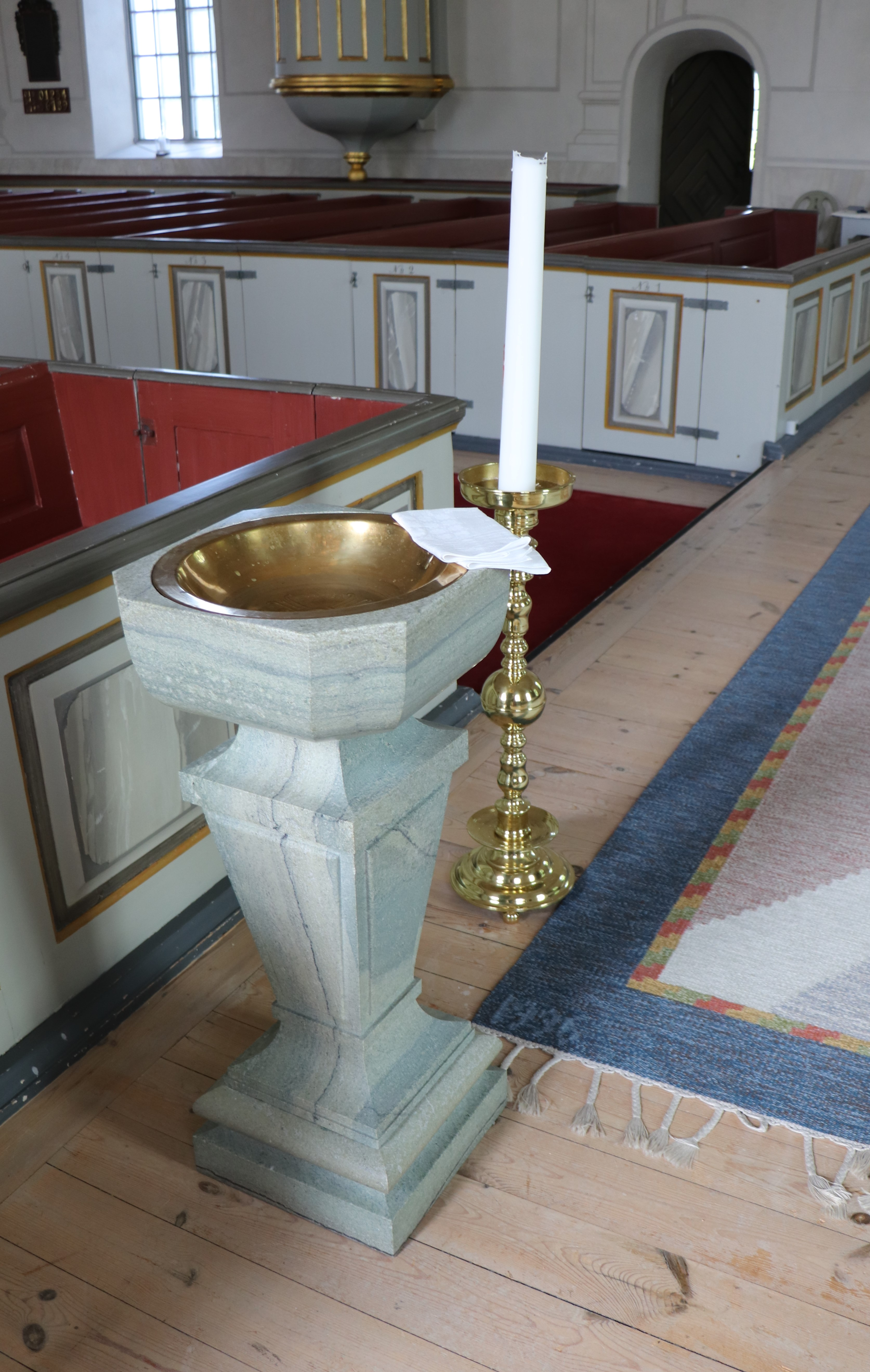
Dopfunt
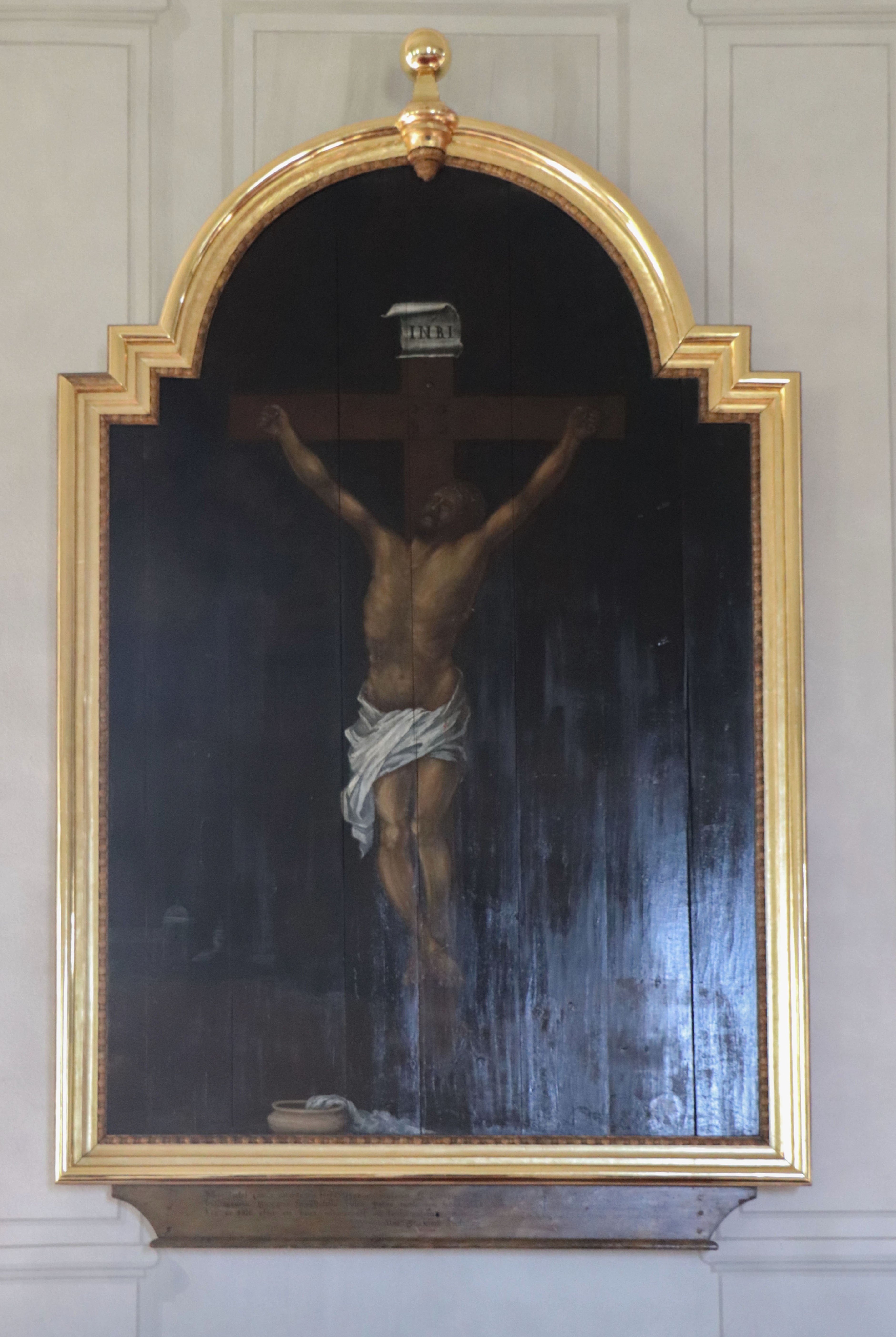
Äldre altartavla

## Orglar

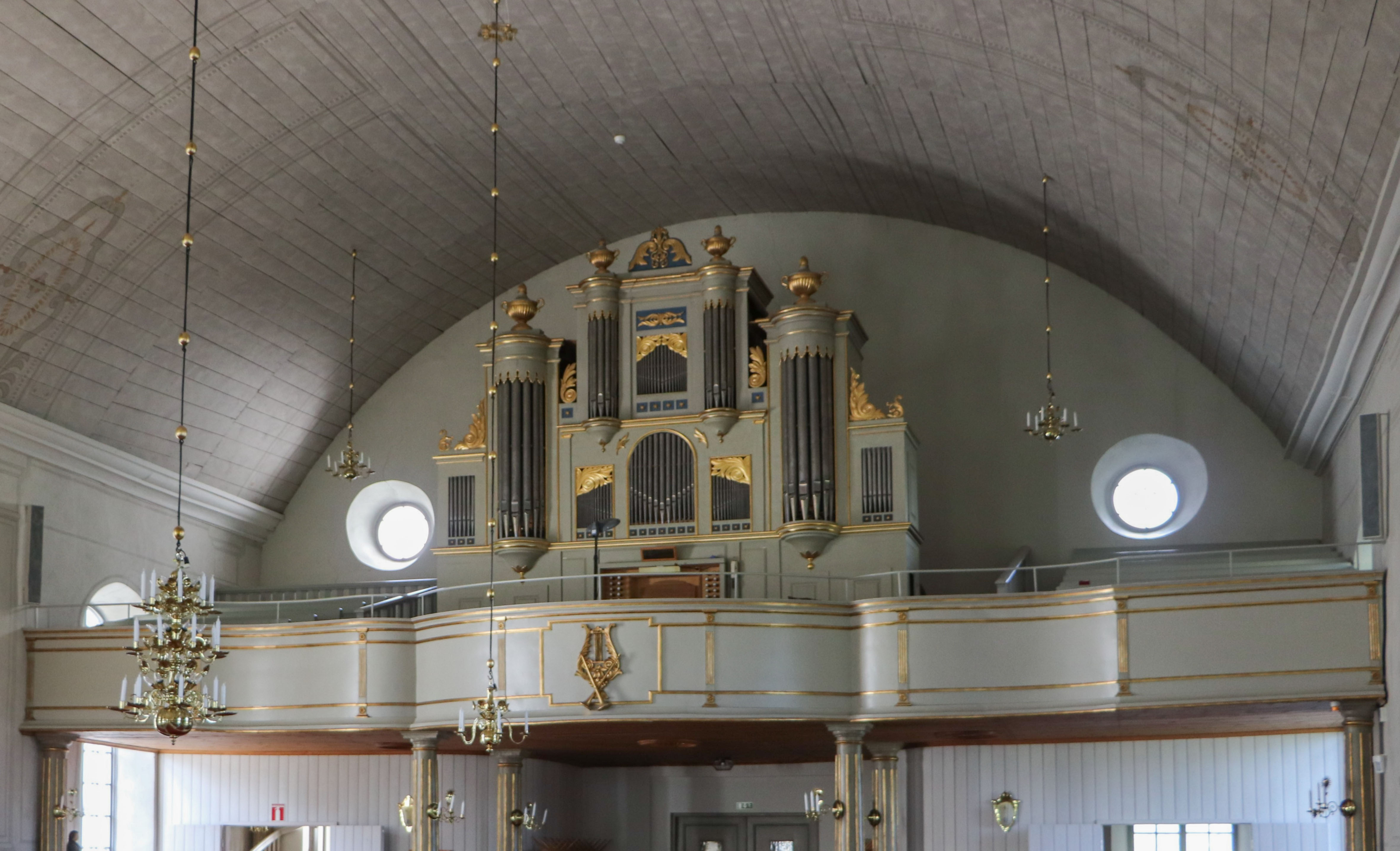
Orgeln

- 1709 bygger Johan Åhrman en orgel till kyrkan.[9][10]
- 1788 bygger Privilegierade orgelbyggaren Lars Strömblad, Ödeshög, Falköping en orgel. Den hade 17 stämmor fördelade på en manual och särskild pedal. Orgelverket målades av provinsialmålaren Holm från Kalmar län.[11]
- 1862 bygger byggde Johannes Magnusson, Lemnhult en orgel med 17 1/2 stämmor.
- 1940 bygger Olof Hammarberg, Göteborg en orgel med 20 stämmor.
- Den nuvarande orgeln är byggd 1981 av Nye Orgelbyggeri. Fasaden härrör från 1862 års orgel som är byggdes av Johannes Magnusson från Nässja i Lemnhults församling. Orgeln är mekanisk.

Disposition
| Huvudverk I(C–g³) | Svällverk II(C–g³) | Öververk III (C–g³) | Pedal (C–fº) | Koppel |
| Principal 8´      | Öppenflöjt 8´      | Borduna 8'          | Subbas 16´   | I/P    |
| Piffaro 8´        | Rörflöjt 4'        | Principal 4´        | Borduna 8´   | II/P   |
| Oktava 4´         | Gamba 4´           | Oktava 2'           | Basun 16´    | III/P  |
| Gedakt 4'         | Waldflöjt 2´       | Cornett 3 chor      | Clarion 4´   | II/I   |
| Kvinta 2 2/3'     | Ters 1 3/5´        | Tremulant           |              | III/I  |
| Oktava 2´         | Nasat 1 3/5´       |                     |              |        |
| Mixtur 4 chor     | Principal 1´       |                     |              |        |
| Trumpet 8´        | Dulcian 16´        |                     |              |        |
|                   | Cromorne 8'        |                     |              |        |
|                   | Tremulant          |                     |              |        |

Se vidare:
- Alseda kyrkas orgel

## Kyrkklockor
Två gamla och slitna klockor blev omgjutna av klockgjutare Jonas Magnus Fries i Jönköping och uppsatta i det nya tornet. Detta möjligtvis 1788 innan kyrkans invigning.

## Sommarkyrkan

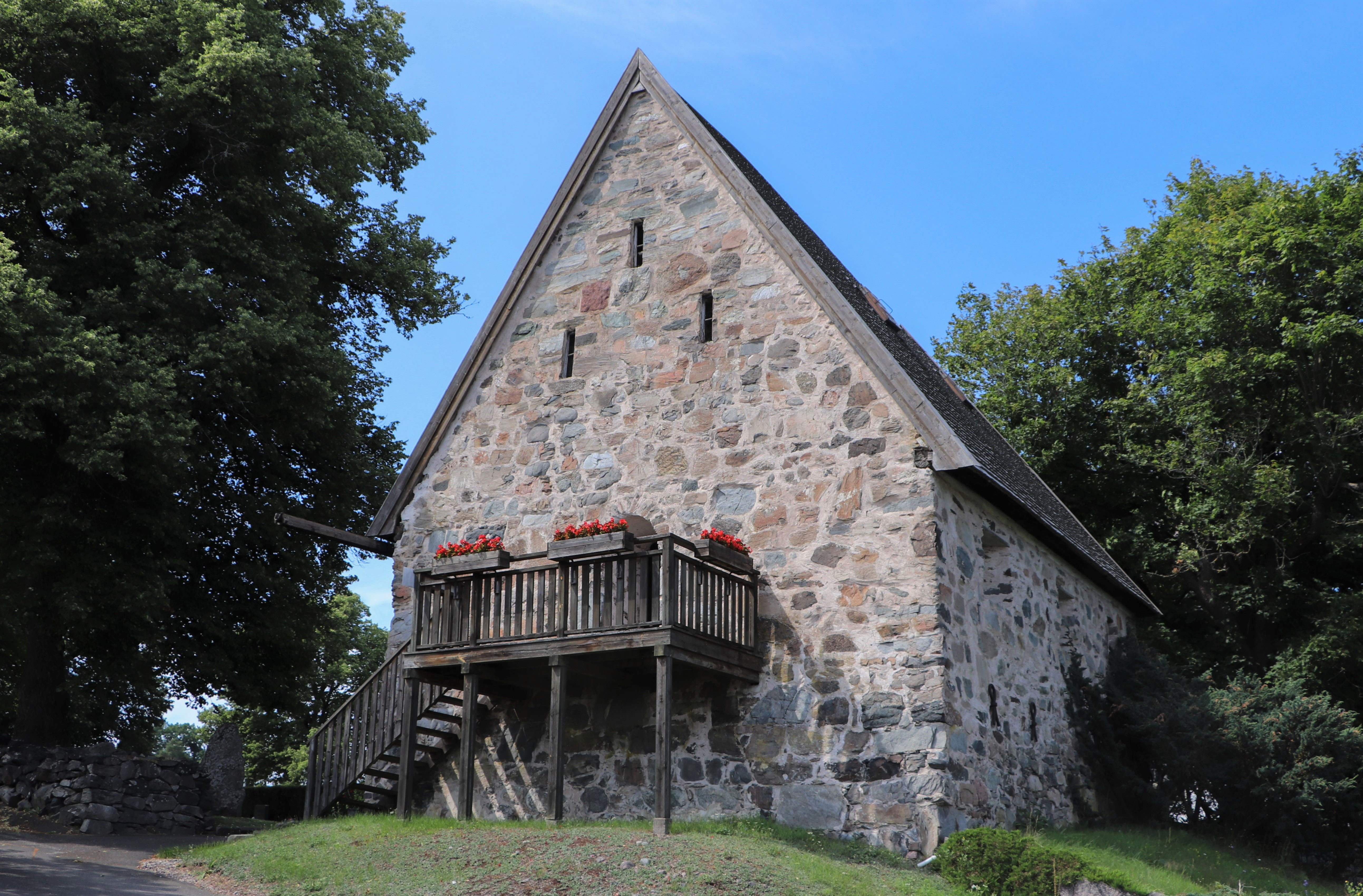
Alseda sommarkyrka

I sydöstra hörnet av kyrkogården finns en byggnad med medeltida anor. Den anses vara från tidigt 1100-tal. Vad den ursprungligen använts till är inte känt. Den kom så småningom att användas som tiondelada. Namnet tionde är beteckningen på det som sockenborna förr fick betala. En tredjedel av tiondet tillföll socknens präst som lön, medan två tredjedelar tillföll biskopen, sockenkyrkan och de fattiga. 1989 fick ladan uppgift som "sommarkyrka" dvs. att användas som ett komplement till den stora kyrkan under sommarmånaderna. Andra våningen har iordninggjorts till gudstjänstrum. Här finns nu ett stenaltare med relikgömma som förmodligen har sitt ursprung i församlingens allra första kyrka. En dopskål från 1600-talet har tagits i bruk. Altarprydnaden består av ett krucifix från Oberammergau. Överblivna kyrkbänkar har åter kommit till användning. Gudstjänstrummet rymmer 50 gudstjänstbesökare. Initiativtagare till "sommarkyrkan" var en av församlingens tidigare kyrkoherdar Hilding Olsson. Ladan invigdes till kyrka den 21 juni 1989 av biskop Sven Lindegård.